# باستیان کنیتل
 باستیان کنیتل (انگلیسی: Bastian Knittel؛ زادهٔ ۸ اوت ۱۹۸۳) یک تنیس‌باز اهل آلمان است. 